# Kšinná
Kšinná este o comună slovacă, aflată în districtul Bánovce nad Bebravou din regiunea Trenčín. Localitatea se află la altitudinea de 350 m deasupra n.m., se întinde pe o suprafață de 41,248 km2 și în 2017 număra 501 locuitori.

## Istoric
Localitatea Kšinná este atestată documentar din 1352.

## Demografie
| An:                | 1994 | 2004    | 2014   | 2024   |
| ------------------ | ---- | ------- | ------ | ------ |
| Număr de persoane: | 609  | 545     | 519    | 475    |
| Diferență:         |      | −10,50% | −4,77% | −8,47% |

| An:                | 2023 | 2024   |
| ------------------ | ---- | ------ |
| Număr de persoane: | 478  | 475    |
| Diferență:         |      | −0,62% |